# 法吉·马伊纳
法吉·扎乌纳·马伊纳（Fadji Zaouna Maina），是一名尼日尔地球科学家，供职于美国国家航空航天局戈达德太空飞行中心。她此前在劳伦斯伯克利国家实验室从事水文地质学领域的工作，她利用超级计算机的计算模型来研究环境变化对水资源可持续性的影响，并对未来需求进行预测。她的研究表明，2019加州大火反而增加了流域内的水供应，原因来自荒芜土地对动态积雪模型产生了影响。她还研究了非洲萨赫勒地区干旱影响，并倡导当地政府采取整体应对措施，包括加强女孩教育和计划生育，增加农业生产和当地安全。

## 教育
马伊纳在尼日尔津德尔长大，并在当地读完了高中。随后，她在摩洛哥菲斯大学完成了理科学士学位。2013年，进入斯特拉斯堡大学攻读工程和环境科学硕士学位。2016年，她在斯特拉斯堡大学和法国替代能源和原子能委员会合作项目中攻读水文学博士学位.。她继续在斯特拉斯堡的水文学和地球化学实验室（CNRS）继续研究。2017至2018年，她加入意大利米兰理工大学。2018年，她加入劳伦斯伯克利国家实验室担任博士后研究员。2020年9月，加入戈达德太空飞行中心担任地球科学家。她也成为首位为美国国家航空航天局工作的尼日尔女性。

## 荣誉
- 2020 “福布斯30位30岁以下科学工作者”[9]
- 2019 “麻省理工学院 - 土木与环境工程新秀”[10]